# Тука, Георгий Борисович
Гео́ргий Бори́сович Ту́ка (укр. Георгій Борисович Тука; род. 24 ноября 1963, Киев, УССР, СССР) — украинский государственный и общественный деятель. Руководитель и основатель волонтёрской группы «Народный тыл». Председатель Луганской областной военно-гражданской администрации (22 июля 2015 — 29 апреля 2016).

## Биография
Согласно биографии, опубликованной на официальном сайте партии «Україна — єдина країна», с 1982 по 1986 год учился на факультете автоматических систем управления Киевского политехнического института. В 2009—2010 годах работал начальником отдела продаж ООО «Эн-Ти Телеком», в 2011—2012 годах был директором ООО «Зенит-Телеком». Согласно второй, размещённой на официальном сайте Луганской ВГА, в 1991 году окончил Севастопольский приборостроительный институт по специальности «инженер-механик»; трудовую деятельность начал в 1986 году электромехаником, а в период обучения в вузе работал буфетчиком в Киеве, затем трудился в коммерческих структурах.
Георгий Тука был активным участником Евромайдана. По его собственным словам, до событий на Украине он два с половиной года жил в Каире в связи с бизнес-проектом и участвовал в «арабской весне», где получил опыт «строительства баррикад и патрулирования».

### Волонтёрская деятельность
В 2014 году основал организацию «Народный тыл», занимавшуюся вещевым обеспечением и питанием более 20 воинских подразделений, а также поставившую военным (за первый год) около 100 автомобилей, более 160 тепловизоров и более 30 беспилотников. В этом же году принял участие в выборах в Верховную раду Украины по списку партии «Україна — єдина країна», где занял пятое место.

### Сайт «Миротворец»
В 2014 году группа волонтёров «Народный тыл» под руководством Георгия Туки запустила сайт «Миротворец», где в публичный доступ выкладываются личные данные граждан, которых авторы ресурса считают изменниками, боевиками, террористами и т. п.
Ряд СМИ обратили внимание, что на сайте накануне убийств бывшего депутата от Партии регионов Олега Калашникова и журналиста и писателя Олеся Бузины были размещены их личные данные (включая адрес). После убийств основатель сайта Тука заявил, что концепция ресурса меняться не будет, а по поводу возможного привлечения к ответственности как соучастника (за размещение данных) заявил, что «более 300 из них (размещённых на сайте) либо арестованы, либо уничтожены» и он не собирается переживать «из-за каких-то двух подонков, которые виноваты в войне».

### Председатель Луганской областной государственной администрации
22 июля 2015 года Тука назначен председателем Луганской областной военно-государственной администрации. Единственным условием, которое он выдвинул президенту, были широкие полномочия и возможность не числиться членом президентской команды.
Для продолжения чиновником работы в ОГА для Георгия Туки важными являлись два условия: непричастность к сепаратистскому движению и коррупции.
Начал работу с создания семи сводных мобильных групп для борьбы с контрабандой в прифронтовой зоне, куда вошли сотрудники разных спецподразделений и волонтёры.
29 апреля 2016 года Пётр Порошенко подписал Указ об увольнении Георгия Туки с должности главы Луганской ОВГА, новым главой Луганской ОВГА назначен Юрий Гарбуз.

### Работа в кабинете министров
29 апреля 2016 года Тука был назначен заместителем министра по вопросам временно оккупированных территорий и внутренне перемещённых лиц.
1 ноября 2018 года включён в санкционный список России.

## Взгляды
«С каждым днём я становлюсь всё более ярым сторонником не демократии, а диктатуры», — заявил Тука в декабре 2015 года. По его мнению, «стране нужен де Голль, Пиночет или Сомоса», первым шагом которого должен стать запрет деятельности всех политических партий. Тука также заявил: «я даже не знаю, есть ли у нас по-настоящему идеологические партии, потому что всё равно в итоге всё упирается в финансы. И примеров тому, как „идеологические“ становятся „карманными“ — вдоль и поперёк. К огромному сожалению. Система, которую нам так и не удалось победить на Майдане, последние пятнадцать лет, шаг за шагом внедряла такие механизмы, чтобы принимать участие в выборах могли только очень хорошо финансово обеспеченные люди и политические силы. Вся наша государственная система прописана под „денежные мешки“».

## Семья
Старший сын проходил службу в зоне АТО на востоке Украины, дочь — школьница. После назначения Георгия Туки главой Луганской военно-гражданской администрации его сыну была предоставлена охрана в связи с тем, что сторонники самопровозглашённой ЛНР объявили награду за его поимку.

## Награды
- Орден «За заслуги» III степени (23 августа 2014) — За значительный личный вклад в государственное строительство, социально-экономическое, научно-техническое, культурно-образовательное развитие Украины, весомые трудовые достижения и высокий профессионализм[24]